# 746. pehotni polk (Wehrmacht)
Za druge 746. polke glejte 746. polk.
746. pehotni polk (izvirno nemško Infanterie-Regiment 746) je bil eden izmed pehotnih polkov v sestavi redne nemške kopenske vojske med drugo svetovno vojno.

## Zgodovina
Polk je bil ustanovljen 2. maja 1941 kot polk 15. vala na področju WK XIII preko divizije št. 193 za potrebe zasedbenih nalog v Grčiji; polk je bil dodeljen 713. pehotni diviziji.
15. januarja 1942 je bil polk dodeljen trdnjavski diviziji Kreta, 20. julija istega leta pa trdnjavski brigadi Kreta.
Med tem, 16. februarja 1942, je potekala obsežna reorganizacija polka. I. in III. bataljon sta bila odvzeta in iz njiju so formirali 832. in 833. deželnostrelski bataljon. Manjkajoča bataljona so nadomestili s II. bataljonom 746. in II. bataljonom 733. pehotnega polka.
15. oktobra 1942 je bil polk preimenovan v 746. grenadirski polk.